# Liste des élections générales néo-écossaises
Ceci est un sommaire des résultats des élections générales provinciales dans la province canadienne de Nouvelle-Écosse depuis la confédération canadienne de 1867.

## 1867 à 1879
| Parti        | Parti                          | 1867   | 1867     | 1871   | 1871     | 1874   | 1874     | 1878   | 1878     |
| ------------ | ------------------------------ | ------ | -------- | ------ | -------- | ------ | -------- | ------ | -------- |
| Parti        | Parti                          | Sièges | Voix (%) | Sièges | Voix (%) | Sièges | Voix (%) | Sièges | Voix (%) |
|              | Libéral/Anti-confédéré         | 36     | 58,6     | 24     | 52,2     | 22     | 55,0     | 6      | 45,1     |
|              | Conservateur/Pro-confédération | 2      | 38,5     | 14     | 43,7     | 12     | 43,16    | 32     | 51,7     |
|              | Autres                         | -      | 2,9      | -      | 4,1      | 4      | 1,4      | -      | 3,2      |
| Total sièges | Total sièges                   | 38     | 38       | 38     | 38       | 38     | 38       | 38     | 38       |

## 1880 à 1899
| Parti        | Parti        | 1882   | 1882     | 1886   | 1886     | 1890   | 1890     | 1894   | 1894     | 1897   | 1897     |
| ------------ | ------------ | ------ | -------- | ------ | -------- | ------ | -------- | ------ | -------- | ------ | -------- |
| Parti        | Parti        | Sièges | Voix (%) | Sièges | Voix (%) | Sièges | Voix (%) | Sièges | Voix (%) | Sièges | Voix (%) |
|              | Libéral      | 24     | 51,8     | 28     | 54,7     | 29     | 52,7     | 25     | 51,9     | 34     | 55,0     |
|              | Conservateur | 14     | 46,9     | 10     | 43,6     | 9      | 46,7     | 13     | 47,3     | 3      | 44,4     |
|              | Autre        | -      | 1,3      | -      | 1,7      | -      | 1,1      | -      | 0,8      | 1      | 0,6      |
| Total sièges | Total sièges | 38     | 38       | 38     | 38       | 38     | 38       | 38     | 38       | 38     | 38       |

## 1900 à 1919
| Parti        | Parti        | 1901   | 1901     | 1906   | 1906     | 1911   | 1911     | 1916   | 1916     |
| ------------ | ------------ | ------ | -------- | ------ | -------- | ------ | -------- | ------ | -------- |
| Parti        | Parti        | Sièges | Voix (%) | Sièges | Voix (%) | Sièges | Voix (%) | Sièges | Voix (%) |
|              | Libéral      | 36     | 56,7     | 32     | 53,2     | 26     | 51,1     | 31     | 50,4     |
|              | Conservateur | 2      | 41,7     | 4      | 42,1     | 12     | 45,4     | 12     | 48,8     |
|              | Autres       | -      | 1,6      | 2      | 4,7      | -      | 3,5      | -      | 0,8      |
| Total sièges | Total sièges | 38     | 38       | 38     | 38       | 38     | 38       | 43     | 43       |

## 1920 à 1939
| Parti        | Parti          | 1920   | 1920     | 1925   | 1925     | 1928   | 1928     | 1933   | 1933     | 1937   | 1937     |
| ------------ | -------------- | ------ | -------- | ------ | -------- | ------ | -------- | ------ | -------- | ------ | -------- |
| Parti        | Parti          | Sièges | Voix (%) | Sièges | Voix (%) | Sièges | Voix (%) | Sièges | Voix (%) | Sièges | Voix (%) |
|              | Libéral        | 29     | 44,4     | 3      | 36,3     | 18     | 47,2     | 22     | 52,6     | 25     | 52,9     |
|              | Conservateur   | 3      | 24,7     | 40     | 60,9     | 24     | 51,7     | 8      | 45,9     | 5      | 46,0 %   |
|              | Travailliste   | 5      | 16,9     | -      | 2,8      | 1      | 1,1      | -      | 1,5      | -      | 1,1      |
|              | United Farmers | 6      | 14,0     | -      | -        | -      | -        | -      | -        | -      | -        |
|              | NPD            |        |          |        |          |        |          | -      | 0,7 %    | -      | -        |
| Total sièges | Total sièges   | 43     | 43       | 43     | 43       | 43     | 43       | 30     | 30       | 30     | 30       |

## 1940 à 1959
| Parti        | Parti                      | 1941   | 1941     | 1945   | 1945     | 1949   | 1949     | 1953   | 1953     | 1956   | 1956     |
| ------------ | -------------------------- | ------ | -------- | ------ | -------- | ------ | -------- | ------ | -------- | ------ | -------- |
| Parti        | Parti                      | Sièges | Voix (%) | Sièges | Voix (%) | Sièges | Voix (%) | Sièges | Voix (%) | Sièges | Voix (%) |
|              | Libéral                    | 22     | 52,7     | 28     | 52,7     | 26     | 51,0     | 22     | 49,0     | 18     | 48,2     |
|              | Progressiste-conservateur1 | 5      | 40,3     | -      | 33,5     | 8      | 39,2     | 13     | 43,6     | 24     | 58,6     |
|              | CCF                        | 3      | 7,0      | 2      | 13,6     | 2      | 9,6      | 2      | 6,9      | 2      | 8,9      |
| Total sièges | Total sièges               | 30     | 30       | 30     | 30       | 37     | 37       | 37     | 37       | 43     | 43       |

1 Le Parti conservateur devient le Parti progressiste-conservateur après l'élection de 1945.

## 1960 à 1979
| Parti        | Parti                     | 1960   | 1960     | 1963   | 1963     | 1967   | 1967     | 1970   | 1970     | 1974   | 1974     | 1978   | 1978     |
| ------------ | ------------------------- | ------ | -------- | ------ | -------- | ------ | -------- | ------ | -------- | ------ | -------- | ------ | -------- |
| Parti        | Parti                     | Sièges | Voix (%) | Sièges | Voix (%) | Sièges | Voix (%) | Sièges | Voix (%) | Sièges | Voix (%) | Sièges | Voix (%) |
|              | Libéral                   | 15     | 42,6     | 4      | 39,7     | 6      | 41,8     | 23     | 46,1     | 31     | 47,9     | 17     | 39,4     |
|              | Progressiste-conservateur | 27     | 48,3     | 39     | 56,2     | 40     | 52,8     | 21     | 46,9     | 12     | 38,6     | 31     | 45,8     |
|              | CCF/NPD1                  | 1      | 8,9      | -      | 4,1      | -      | 5,2      | 2      | 6,7      | 3      | 13,0     | 4      | 14,4     |
| Total sièges | Total sièges              | 43     | 43       | 43     | 43       | 46     | 46       | 46     | 46       | 46     | 46       | 52     | 52       |

1La CCF est devenue le NPD en 1961

## 1980 à 1999
| Parti        | Parti                     | 1981   | 1981     | 1984   | 1984     | 1988   | 1988     | 1993   | 1993     | 1998   | 1998     | 1999   | 1999     |
| ------------ | ------------------------- | ------ | -------- | ------ | -------- | ------ | -------- | ------ | -------- | ------ | -------- | ------ | -------- |
| Parti        | Parti                     | Sièges | Voix (%) | Sièges | Voix (%) | Sièges | Voix (%) | Sièges | Voix (%) | Sièges | Voix (%) | Sièges | Voix (%) |
|              | Libéral                   | 13     | 33,2     | 6      | 31,3     | 21     | 39,6     | 40     | 49,4     | 19     | 35,1     | 11     | 29,8     |
|              | Progressiste-conservateur | 37     | 47,5     | 42     | 50,6     | 28     | 43,4     | 9      | 32,0     | 14     | 28,3     | 30     | 39,2     |
|              | NPD                       | 1      | 18,1     | 3      | 15,9     | 2      | 15,8     | 3      | 17,7     | 19     | 34,2     | 11     | 29,9     |
|              | Autre/Indépendant         | 1      | x        | 1      | 2,0      | 1      | x        | -      | -        | -      | -        | -      | -        |
| Total sièges | Total sièges              | 52     | 52       | 52     | 52       | 52     | 52       | 52     | 52       | 52     | 52       | 52     | 52       |

x - moins de 1 % des voix
1 Parti travailliste du Cap-Breton

## 2000 à 2019
| Parti        | Parti                     | 2003   | 2003     | 2006   | 2006     | 2009   | 2009     | 2013   | 2013     | 2017   | 2017     | 2021   |          |
| ------------ | ------------------------- | ------ | -------- | ------ | -------- | ------ | -------- | ------ | -------- | ------ | -------- | ------ | -------- |
| Parti        | Parti                     | Sièges | Voix (%) | Sièges | Voix (%) | Sièges | Voix (%) | Sièges | Voix (%) | Sièges | Voix (%) | Siéges | Voix (%) |
|              | Libéral                   | 12     | 31,5     | 9      | 23,48    | 11     | 27,22    | 33     | 45,71    | 27     | 39,6     |        |          |
|              | Progressiste-conservateur | 25     | 36,3     | 23     | 39,66    | 10     | 24,52    | 11     | 26,36    | 17     | 35,7     |        |          |
|              | NPD                       | 15     | 31,0     | 20     | 34,51    | 31     | 45,26    | 7      | 26,84    | 7      | 21,5     |        |          |
|              | Vert                      |        |          |        | 2,3      |        | 2,3      |        | 0,9      |        | 2,8      |        |          |
|              | Atlantica                 |        |          |        |          |        |          |        |          |        | 0,4      |        |          |
|              | Indépendants              |        |          |        | 0,04     |        | 0,7      |        | 0,3      |        | 0,1      |        |          |
|              | Nova Scotia Party         |        |          |        |          |        |          |        |          |        |          |        |          |
|              | Marijuana                 |        |          |        |          |        |          |        |          |        |          |        |          |
| Total sièges | Total sièges              | 52     | 52       | 52     | 52       | 52     | 52       | 51     | 51       | 51     | 51       |        |          |

## 2021
| Parti        | Parti                     | 2021   | 2021     |
| ------------ | ------------------------- | ------ | -------- |
| Parti        | Parti                     | Sièges | Voix (%) |
|              | Libéral                   | 17     | 36,5     |
|              | Progressiste-conservateur | 31     | 38,43    |
|              | NPD                       | 6      | 20,94    |
|              | Vert                      | 0      | 2,15     |
|              | Atlantica                 | 0      | 0,24     |
|              | Indépendants              | 1      | 1,18     |
| Total sièges | Total sièges              | 55     | 55       |